# Бекасово-Сортувальне (локомотивне депо)
55°24′19″ пн. ш. 38°53′05″ сх. д. / 55.40528° пн. ш. 38.88472° сх. д.
Експлуатаційне локомотивне депо Бекасово-Сортувальне (ТЧЕ-23) — підприємство залізничного транспорту в місті Москва на полігоні Московської залізниці. Депо займається ремонтом і експлуатацією тягового рухомого складу. Примикає до сортувальної станції Бекасово-Сортувальне, знаходиться у північно-східного краю сортувального парку «С». Входить до Московської дирекції тяги Дирекції тяги — філії ВАТ «РЖД».
включає:
- Основна будівля депо
- ПТО (пункт технічного обслуговування) на північний схід від основної будівлі
- Будинки відпочинку та реабілітації бригад
- Цистерни для сушіння піску для локомотивів
- Інші допоміжні будівлі.

З 1 липня 2014 р. ремонтом займається Сервісне локомотивне депо Бекасово Московського управління сервісу ТОВ "СТМ - Сервіс" (Сінара Транспортні Машини)

## Тягові плечі
Разом з депо Орехово обслуговує весь Московський вузол
- Бекасово — Москва-Сортувальна-Київська
- Бекасово — Сухиничі-Головні
- Бекасово — Поварово-3 — Александров — Орехово
- Бекасово — Воскресенськ — Орехово
- Бекасово — Вековка
- Бекасово — Люблино
- Бекасово — Москва-Товарна-Смоленська
- Бекасово — Вязьма
- Бекасово-Курськ
- Бекасово — Волоколамськ
- Волоколамск — Підмосковна
- Ікша — Дмитров — Савелово
- Бекасово — Рибне

## Рухомий склад
- Тепловози ЧМЕ3, М62, 2М62 (закріплені за ФТЧЕ Калуга), ЧМЕ3, ЧМЕ3к, ЧМЕ3т, ТЕМ7, ТЕМ14
- Електровози ВЛ10в/і, ВЛ11в/і.

## Філії
- ФТЧЕ-23 Калуга
- ФТЧЕ-23 Поварово-3